# Harold Lasswell
Harold Dwight Lasswell (13 febbraio 1902 – 18 dicembre 1978) è stato un politologo statunitense, noto per i suoi studi dedicati alle scienze politiche e alle teorie della comunicazione.

## Biografia
Lasswell studiò scienze politiche alla Chicago University negli anni venti; fu profondamente influenzato dal pensiero pragmatico e in particolare dagli insegnamenti di John Dewey e George Herbert Mead. Quello che però influenzò maggiormente i suoi studi sulla propaganda e sulla comunicazione in generale fu la filosofia freudiana.
Durante la seconda guerra mondiale Lasswell divenne direttore della "Divisione sperimentale per gli studi sulla comunicazione in tempo di guerra" presso la Biblioteca del Congresso. Il suo lavoro presso questo dipartimento fu poi importante per lo sviluppo del comportamentismo negli anni cinquanta.
Lasswel ricoprì la carica di presidente della World Academy of Art and Science (WAAS) e dell'American Political Science Association (APSA).
Nel periodo finale della sua vita si interessò a problemi di astropolitica, come per esempio le conseguenze politiche della colonizzazione di altri pianeti.

## Pensiero
Lasswell fu membro della Scuola sociologica di Chicago. Insieme ad altri pensatori liberali del periodo, come per esempio Walter Lippmann, riteneva che la propaganda fosse necessaria per la democrazia al fine di mantenere i cittadini, generalmente non informati, in accordo con le decisioni che la classe politica specializzata aveva preso nel migliore interesse della popolazione.
Lasswell formulò inoltre un'attenta teoria politica fondata anche su criteri psicoanalitici di origine freudiana.

### Comunicazione
Lasswell è noto principalmente per la sua definizione di comunicazione:
Anche se questa definizione non rappresenta tutte le caratteristiche e problematiche del processo comunicativo, essa venne ripresa negli anni sessanta dalle scienze della comunicazione per sistematizzare la propria area di studi suddividendola nei seguenti campi:
- chi: analisi del mittente
- dice cosa: analisi del messaggio
- a chi: analisi del ricevente
- attraverso quale canale: analisi dei mezzi di comunicazione (televisione, radio, giornali, etc.)
- con quale effetto: ricerca nel campo degli effetti dei media sulla popolazione.

### Simboli e potere
Per Lasswell, la politica è un aspetto del processo sociale, e la lotta per il potere consiste nell'ottenere la capacità di influenzare la condotta altrui, attraverso l'impiego di meccanismi di sanzione o gratificazione, basata su valori.
Lasswell individua infatti otto differenti valori, quattro di benessere (benessere fisico, ricchezza, abilità professionale e conoscenza) e quattro di deferenza (potere, affetto, rispetto e onorabilità). L'individuo è mosso ad agire per ottenere di questi valori, con peculiarità per il potere, che oltre ad essere un valore-fine, è anche un valore-mezzo, ossia un valore che permette l'ottenimento di altri valori.
Per raggiungere questi valori, distribuiti in maniera diseguale, gli attori impiegano sia delle risorse simboliche (i simboli), sia risorse non simboliche (beni economici e violenza). Mentre queste ultime incidono direttamente sulla "situazione" degli attori, qualcosa di più "fisico" o materiale, le risorse simboliche invece agiscono sulle "prospettive", cioè sulle attività mentali. Laswell infatti concepisce i simboli come attivazione e come articolazione di un processo mentale, che sfrutta le dinamiche inconsce della personalità umana (l'io, l'es e il super-io), catalizzando l'energia psichica in oggetti dalla cerchia primaria (ad es., l'odio per un genitore) e ricanalizzandoli verso un oggetto della cerchia secondaria (ad es., l'odio per il Re).
La teoria di Lasswell è una teoria empirica, che è stata oggetto di critiche per l'assenza di approfondimento riguardo alla specificità dei simboli: Lasswell infatti non differenzia le risorse simboliche, laddove invece ne sono stati riscontrati due differenti tipi: quelle "pure" (i simboli funzionano in quanto simboli a sé stanti) e quelle "collegate" (i simboli sono in realtà legati a risorse materiali).

## Opere
- Propaganda Technique in the World War (1927)
- Politica mondiale e insicurezza personale (World Politics and Personal Insecurity, 1935)
- Politics: Who Gets What, When, How (1935)
- The Garrison State (1941) - articolo per l'American Journal of Sociology
- Power and Personality (1948)
- The Policy Sciences con Daniel Lerner (1951)